# جبل أم الكماكم
جبل أم الكماكم من إحدى الجبال التابعة لمدينة بئر العاتر، قرب الحدود مع الجمهورية التونسية، وهو أحد معاقل الثورة. ويبلغ 939 م فوق سطح البحر. يعرف الجبل منذ عقود بأنه أحد مواقع النشاط المفضلة لدى جماعة «القاعدة» حيث تم تلغيمه من قبل الجماعة السلفية للدعوة والقتال.